# Henryk Kukuła
Henryk Kukuła (ur. 17 lutego 1966 w Chorzowie) – polski seryjny morderca oraz pedofil, zwany Monstrum z Chorzowa. Od września 1980 roku do lipca 1990 zgwałcił i zamordował czworo dzieci – trzech chłopców i dziewczynkę.

## Życiorys
Kukuła urodził się 17 lutego 1966 roku w Chorzowie. Od najmłodszych lat sprawiał problemy wychowawcze. Był agresywny wobec rówieśników. Według relacji matki, gdy Kukuła był dzieckiem, uderzył głową o stół. Kobieta nie zabrała go do szpitala, a źle zaleczony uraz mógł powodować u chłopca napady agresji. Leczył się w poradni zdrowia psychicznego, jednak matka pozwoliła mu odstawić przepisane leki. Rok później, w 1980 roku, gdy miał 14 lat, zamordował 5-letnią dziewczynkę. Po śmierci zbezcześcił zwłoki, wkładając palce do jej pochwy. 
Młodego mordercę umieszczono w zakładzie wychowawczym w Krupskim Młynie. W czasie pobytu w ośrodku skatował na śmierć 9-letniego syna wychowawcy, a następnie zgwałcił zwłoki chłopca. Za zbrodnię został skazany na 15 lat pozbawienia wolności. W więzieniu miał zostać zgwałcony przez współwięźniów. Na mocy amnestii z grudnia 1989 roku wyrok obniżono do 10 lat. W kwietniu 1990 roku Kukuła opuścił zakład karny, a w lipcu 1990 roku zgwałcił i zamordował w Rudzie Śląskiej dwóch chłopców. Za tę zbrodnię został skazany na 25 lat więzienia. Do wyroku doliczono mu 3 lata i 9 miesięcy pozbawienia wolności, które pozostały do odbycia z wcześniejszego wyroku. Dodatkowy rok pozbawienia wolności Kukuła otrzymał za napaść na strażnika więziennego.
W 2020 roku opuścił zakład karny i decyzją Sądu Okręgowego w Rzeszowie został objęty tzw. ustawą o bestiach i resztę życia najprawdopodobniej spędzi w Krajowym Ośrodku Zapobiegania Zachowaniom Dyssocjalnym w Gostyninie.

## Ofiary
| Lp. | Ofiara      | Wiek | Data morderstwa  | Miejsce morderstwa |
| --- | ----------- | ---- | ---------------- | ------------------ |
| 1.  | Karina S.   | 5    | 23 września 1980 | Chorzów            |
| 2.  | Radosław T. | 9    | 10 stycznia 1984 | Krupski Młyn       |
| 3.  | Radosław M. | 5    | 28 lipca 1990    | Ruda Śląska        |
| 4.  | Robert W.   | 7    | 28 lipca 1990    | Ruda Śląska        |

## Publikacje o sprawcy
W 2023 r. Andrzej Gawliński wydał książkę o sprawcy będącą kryminalistyczną rekonstrukcją zbrodni.